# Фруашапель
Фруашапе́ль (фр. Froidchapelle, валлон. Fritchapele / Fritchapèle, пикард. Frèchecapelle) — коммуна в Валлонии, расположенная в провинции Эно, округ Тюен. Принадлежит Французскому языковому сообществу Бельгии. На площади 42,30 км² проживают 3626 человек (плотность населения — 42 чел./км²), из которых 50,14 % — мужчины и 49,86 % — женщины. Средний годовой доход на душу населения в 2003 году составлял 9 871 евро.
Почтовые коды: 6440, 6441. Телефонный код: 060.